# Пегава фока
Пегава фока (Phoca largha), такође позната као фока ларга, је члан фамилије Phocidae и припада правим фокама. Насељава морски лед и воде северног Пацифика и оближњих мора. Првенствено се налази дуж обала Бофоровог, Чукотског, Беринговог и Охотског мора и мигрира на југ све до северног дела Жутог мора и западног дела Јапанског мора. Такође се налази на Аљасци од југоисточног дела Бристолског залива до границе са Канадом током незалеђеног периода у лето и јесен, када се пегаве фоке паре и рађају младе. Мањи број се налази у Бофоровом мору. Понекад их погрешно сматрају лучким фокама, с којима су у блиском сродству, а пегаве и лучке фоке се често мешају и виђају заједно у подручјима где се њихова станишта преклапају.
Смањење арктичког леда услед глобалног загревања довело је до забринутости да пегавим фокама прети изумирање. Спроведене су студије о његовом броју, са закључком, од 15. октобра 2009, да пругасте фоке у водама Аљаске тренутно не треба убројати у угрожене врсте од стране НОАА.

## Етимологија
Научно име је настало од грчке речи за фоку, „phoce“ и „larga“, израз који Сибирски Тунгуски народи користе за ову фоку. Уобичајени назив произилази из карактеристичних тамних мрља неправилног облика. Ескимска имена на Аљасци укључују  ''issuriq'' (језик Јупика из централне Аљаске),  ''gazigyaq''  код Јупика са острва Сент Лоренс и  ''qasigiaq''  на језику Инупијата.

## Опис
Пегава фока је члан породице Phocidae или „праве фоке“. У поређењу са другим правим фокама, оне су средње величине, са зрелим одраслим јединкама оба пола, тешке од 81 до 109 кг и мере од 1,5 до 2,1 метра, отприлике исте величине као лучка фока или пругаста фока. Глава пегаве фоке је округла, са уском њушком која подсећа на пса. 
Пругаста фока има релативно мало тело и кратка пераја која се пружају иза тела и пружају потисак, док мала пераја напред делују као кормила. Густа длака варира од сребрне до сиве и беле боје, а карактеришу је тамне, неправилне мрље на светлијој позадини и прекривају цело тело. Мужјаци и женке се мало разликују у величини или облику. На местима где им се станиште преклапа са лучком фоком, могуће их је помешати, као у заливу Бристол, на Аљасци. Као и лучке фоке, пегаве фоке имају 34 зуба.

## Распрострањеност и станиште
Пегави туљани су становници арктичких или субарктичких вода, често у спољним областима ледених токова током сезоне размножавања. Обично не живе унутар густог пловећег леда. У летњим месецима живе на отвореном океану или на оближњим обалама. 
Пегаве фоке су раздвојене у три популације. Популација Беринговог мора обухвата око 100.000 у западном Беринговом мору близу Камчатке, Анадирском заливу у Русији, а у источном Беринговом мору у водама Аљаске (једина популација у САД). Друга популација од око 100.000 туљана пари се у Јапанском и Охотском мору. Трећа популација од око 3.300 туљана је на југу, у заливу Лиаодонг, Кина и заливу Петра Великог, Русија.  Такође је мања популација од 300 сивих пегавих туљана који живе у водама крај острва Баекриеонг које се налази далеко северозападно од западне обале Јужне Кореје.

## Понашање и размножавање
Пегаве фоке су релативно стидљиве и људима је тешко приступити. Уопштено могу бити усамљене, али су друштвене и формирају велике групе током сезона парења и лињања када излазе на ледене санте или, ако им недостаје лед, на копну. Бројчано највеће групе на Аљасци налазе се у лагуни Касегалук у Чукотском мору, близу рта Еспенбург у заливу Котзебуе, и у заливу Каскоквим, на песку и у плићаку, где се може прикупити неколико хиљада јединки. 
Сексуална зрелост достиже се око четири године. Јануар до половине априла је сезона парења. Штене се роди средином марта. Сматра се да су пегаве фоке годишње моногамне, а током сезоне размножавања формирају "породице" које чине мужјак, женка и њихово штене, рођено после 10-месечног гестацијског периода. Просечна величина новорођенчета је 1 м и тежи око 13 кг. Штенци се доје шест недеља. Максимални животни век пегаве фоке је 35 година, а мало их је старијих од 25 година. 
Пегави туљани роне до 300 м дубине док се хране разноликим океанским пленом. Млади једу првенствено крил и мале ракове, док одрасли једу разне рибе, укључујући харинге и арктички бакалар.  Чини се да не вокализују много, мада се не зна много о њиховим вокализацијама. Чини се да више вокализују док су у групама које се лињају. Када им се приближи у овим групама, они испуштају различите звукове попут грмљавине, лајања, стењања и урлања. 
На основу сателитског праћења на популацији Жутог мора откривено је да фоке мигрирају више од 3.300 км. 

## Угроженост
28. марта 2008, америчка Национална управа за океане и атмосферу (НОАА) покренула је преглед стања  према Закону о угроженим врстама (енгл. Endangered Species Act) како би утврдила да ли је уврштавање ове врсте фока у ЕСА оправдано. Након 18-месечног прегледа стања пегавог туљана, НОАА је 15. октобра 2009. године објавила да две од три популације пегавих фока, заједно 200.000 фока на или поред Аљаске, нису у опасности да изумру, нити су они ће то вероватно постати у „предвидивој будућности“,  иако је глобално загревање узроковало губитак арктичке ледене масе. У најави је наведено: "Не предвиђамо да ће очекиване флуктуације морског леда утицати на њих довољно да у овом тренутку оправдају листу". 
У Јужној Кореји, пегаве фоке су проглашене природним спомеником бр. 331 и другоразредном угроженом врстом. То је зато што фоке из Јужне Кореје путују у Далиан, у Кину како би се размножавали сваке године, где се улови неколико хиљада да би се њихове гениталије и фокина кожа продали на црном тржишту кинеске медицине. 